# Martin Duberman
Martin Bauml Duberman (6 de agosto de 1930) é um historiador, escritor e ativista LGBT norte-americano.

## Obras
- Charles Francis Adams, 1807–1886, Houghton, 1961.
- In White America (play), 1963.
- The Antislavery Vanguard: New Essays on the Abolitionists (editor), Princeton University Press, 1965.
- James Russell Lowell, Houghton, 1966.
- Black Mountain: An Exploration in Community, Dutton, 1972.
- Male Armor: Selected Plays, 1968–1974, Dutton, 1975.
- About Time: Exploring the Gay Past, Gay Presses of New York, 1986.
- Paul Robeson, Knopf, 1988.
- Hidden from History: Reclaiming the Gay and Lesbian Past (co-editor), NAL, 1989.
- Cures: A Gay Man's Odyssey, Dutton, 1991.
- Stonewall, Dutton, 1993.
- Midlife Queer: Autobiography of a Decade, 1971–1981, Scribner, 1996.
- Left Out: The Politics of Exclusion: Essays, 1964–2002, Basic Books, 2002.
- Haymarket (novel), Seven Stories Press, 2004.
- "The Avenging Angel" (uma reconsideração de John Brown), The Nation, 23 de maio de 2005.
- The Worlds of Lincoln Kirstein, Knopf, 2007.